# Apatura mindora
Apatura mindora är en fjärilsart som beskrevs av Hans Fruhstorfer 1906. Apatura mindora ingår i släktet Apatura och familjen praktfjärilar. Inga underarter finns listade i Catalogue of Life.